# Zhuge Zhan

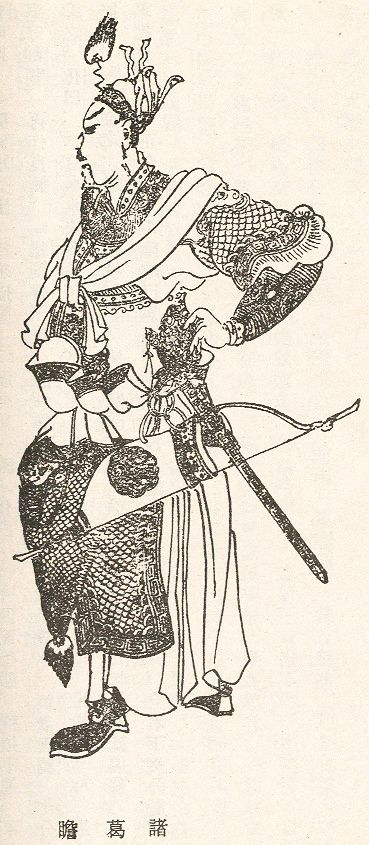
Illustration aus einer Qing-Ausgabe der Geschichte der Drei Reiche.

Zhuge Zhan (chinesisch 諸葛瞻; * 226; † 263) war ein General der Shu Han zur Zeit der drei Reiche.
Er war ein Sohn von Huang Yueying und Zhuge Liang. Als seine Mutter starb, sprach sie angeblich zu ihm ihre letzten Worte: „Sohn, sei ein braves Kind und ehrerbietig“.
Er verteidigte 263 das Shu-Reich gegen die Invasion des Wei-Generals Deng Ai, wurde aber geschlagen und fiel mit seinem Sohn Zhuge Shang auf dem Schlachtfeld.
| Personendaten    | Personendaten                                |
| ---------------- | -------------------------------------------- |
| NAME             | Zhuge Zhan                                   |
| KURZBESCHREIBUNG | General der Shu Han zur Zeit der drei Reiche |
| GEBURTSDATUM     | 226                                          |
| STERBEDATUM      | 263                                          |